# Rafael Carlos Pérez González
Rafael Carlos Pérez González, auch bekannt als Marañón, (* 23. Juni 1948 in Olite, Navarra) ist ein ehemaliger spanischer Fußballspieler.

## Karriere

### Verein
Marañón kam 1967 in die Jugendabteilung von Real Madrid. 1968 rückte er in den Profikader auf und wurde an den Zweitligaaufsteiger Ontinyent CF ausgeliehen. Für die folgende Saison 1969/70 war er an Sporting Gijón ausgeliehen, wo er mit 18 Toren maßgeblich zur Ligameisterschaft sowie zum Aufstieg in die Primera División beitrug.
1970 kehrte Marañón zu Real Madrid zurück. In den folgenden vier Jahren gewann er mit Real einmal die Meisterschaft und einmal den nationalen Pokal. In dieser Zeit kam er jedoch nur sporadisch zum Einsatz. In seiner letzten Saison bei Real erzielte er in 19 Ligaspielen vier Tore. 1974 wechselte Marañón zu Español Barcelona. Nach zwei durchwachsenen Jahren gelang ihm in der Saison 1976/77 der Durchbruch, als er in allen 34 Ligaspielen eingesetzt und mit 22 Toren zweitbester Torschütze der Liga wurde. Bis zu seinem Abschied von Español am Ende der Saison 1982/83 traf Marañón stets zweistellig. Insgesamt bestritt er für Español 262 Spiele in der Primera División, in denen er 111 Tore erzielte.
Die letzten beiden Spielzeiten seiner Karriere verbrachte er beim CE Sabadell. Gleich in seinem ersten Jahr verhalf er dem Klub mit 16 Saisontoren zum Aufstieg in die Segunda División. Am Ende der Saison 1984/85, in der Sabadell fast der Durchmarsch in die Primera División gelungen wäre, beendete Marañón seine aktive Laufbahn.

### Nationalmannschaft
Marañón debütierte am 27. März 1977 beim 1:1 im Freundschaftsspiel gegen Ungarn in der spanischen Nationalmannschaft.
Sein letztes von insgesamt vier Länderspielen bestritt er am 24. Mai 1978 beim 0:0 in einem Vorbereitungsspiel zur Weltmeisterschaft 1978 in Argentinien im Estadio Centenario gegen Uruguay.
Zwar wurde Marañón von Nationaltrainer László Kubala in das endgültige Aufgebot für die Weltmeisterschaft berufen; er blieb jedoch als einziger Feldspieler der Spanier während des Turniers ohne Einsatz.

## Erfolge
- Spanischer Meister: 1972
- Spanischer Pokalsieger: 1974